# Dia Internacional de Falar como um Pirata

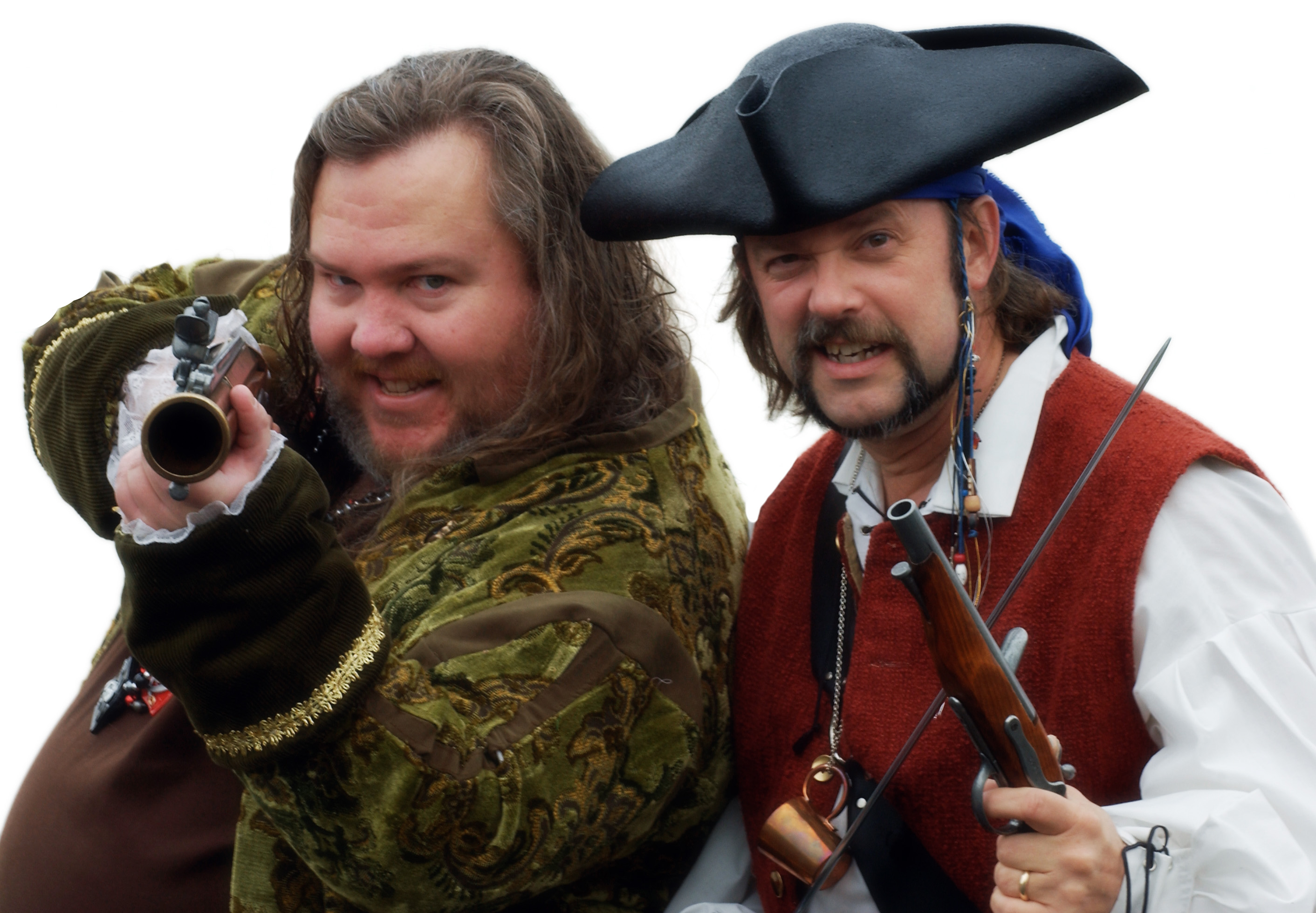
Representação de piratas.

O Dia Internacional de Falar como um Pirata (19 de setembro) é um feriado criado em 1995 por John Bauer (Ol 'Chumbucket) e por Mark Summers (Cap'n Slappy), de Albany (Oregon) que proclamou que o dia 19 de setembro seria o dia em que todos no mundo devem falar como um pirata. Por exemplo, uma pessoa que celebre este dia não deve cumprimentar seus amigos com "Olá", mas com "Ahoy, amigo!". O feriado e sua prática surgiram da visão romântica da Época Dourada da Pirataria.

## História
De acordo com Summers, o dia é o único feriado conhecido originado como resultado de uma lesão esportiva. Durante um jogo de raquetebol entre Summers e Bauer, um deles reagiu à dor com um "Aaarrr!", e assim, nasceu a ideia. Este jogo ocorreu em 6 de junho de 1995, mas por respeito ao dia D, eles escolheram o aniversário da ex-esposa de Summers, pois seria mais fácil para ele se lembrar.
No começo, uma piada entre dois amigos, o feriado ganhou popularidade quando Bauer e Summers enviaram uma carta sobre o feriado para o colunista americano Dave Barry em 2002. Barry gostou da ideia e passou a promover o dia. Após a publicação da coluna de Barry, a crescente cobertura da mídia sobre o feriado possibilitou que este feriado fosse comemorado internacionalmente.

## História linguística
O ator Robert Newton, que se especializou em interpretar papéis de pirata, é considerado como o padroeiro do Dia Internacional de Falar como um Pirata. Newton interpretou Long John Silver no filme A Ilha do Tesouro da Disney, de 1950 e também o filme australiano Long John Silver, de 1952. Também interpretou Barba Negra no filme de 1952; Barba Negra, o Pirata. Newton nasceu em Dorset e foi educado em Cornualha. O seu dialeto nativo de West Country, utilizado para retratar Long John Silver e Barba Negra, é considerado como a origem do sotaque pirata. Isto foi parodiado nos anos 50 e 60 pelo comediante britânico Tony Hancock.
O grito pirata "Arrr!" (alternativamente "Rrrr!" ou "Yarrr!") surgiu na ficção em 1934 no filme A Ilha do Tesouro com Lionel Barrymore, e foi usado por um personagem no romance de 1940, Adam Penfeather, Buccaneer de Jeffrey Farnol. Porém, foi o uso de Robert Newton no filme da Disney de 1950 A Ilha do Tesouro que popularizou a interjeição e a fez popular. Tem se especulado que o som "rrr", um elemento distinto do sotaque de West Country na Inglaterra, foi associado aos piratas devido à herança marítima da região, onde por muitos séculos, a pescaria foi a principal indústria (e não oficialmente, o contrabando) e havia diversos portos. Como resultado, os sotaques de West Country e Cornish, em particular, tiveram uma grande influência sobre o linguajar náutico britânico.

## Reconhecimento oficial
- Google, Facebook e Minecraft tem a opção "Pirate" como língua.[5]
- Desde 2011, o antivírus Avast permite aos usuários selecionar "Pirate Talk" como língua. A opção foi adicionada no Dia Internacional de Falar como um Pirata daquele ano.[6]
- Em 2006, o dia foi descrito como um feriado para os membros da Igreja do Monstro de Espaguete Voador.
- World of Warcraft tem um evento com conquistas especiais para o feriado.